# Bonner County
Bonner County ist ein County im US-Bundesstaat Idaho der Vereinigten Staaten. Der Verwaltungssitz (County Seat) ist Sandpoint.

## Geographie
Das County liegt fast im äußersten Nordwesten von Idaho, grenzt im Westen an Washington, im Osten an Montana, ist im Norden etwa 25 km von Kanada entfernt und hat eine Fläche von 4972 Quadratkilometern, wovon 471 Quadratkilometer Wasserfläche sind. Es grenzt in Idaho im Uhrzeigersinn an folgende Countys: Boundary County, Shoshone County und Kootenai County.

## Geschichte
Bonner County wurde am 21. Februar 1907 aus Teilen des Kootenai County gebildet. Benannt wurde es nach Edwin L. Bonner, einem Fähr-Unternehmer.
17 Bauwerke und Stätten des Countys sind im National Register of Historic Places eingetragen.

## Demografische Daten

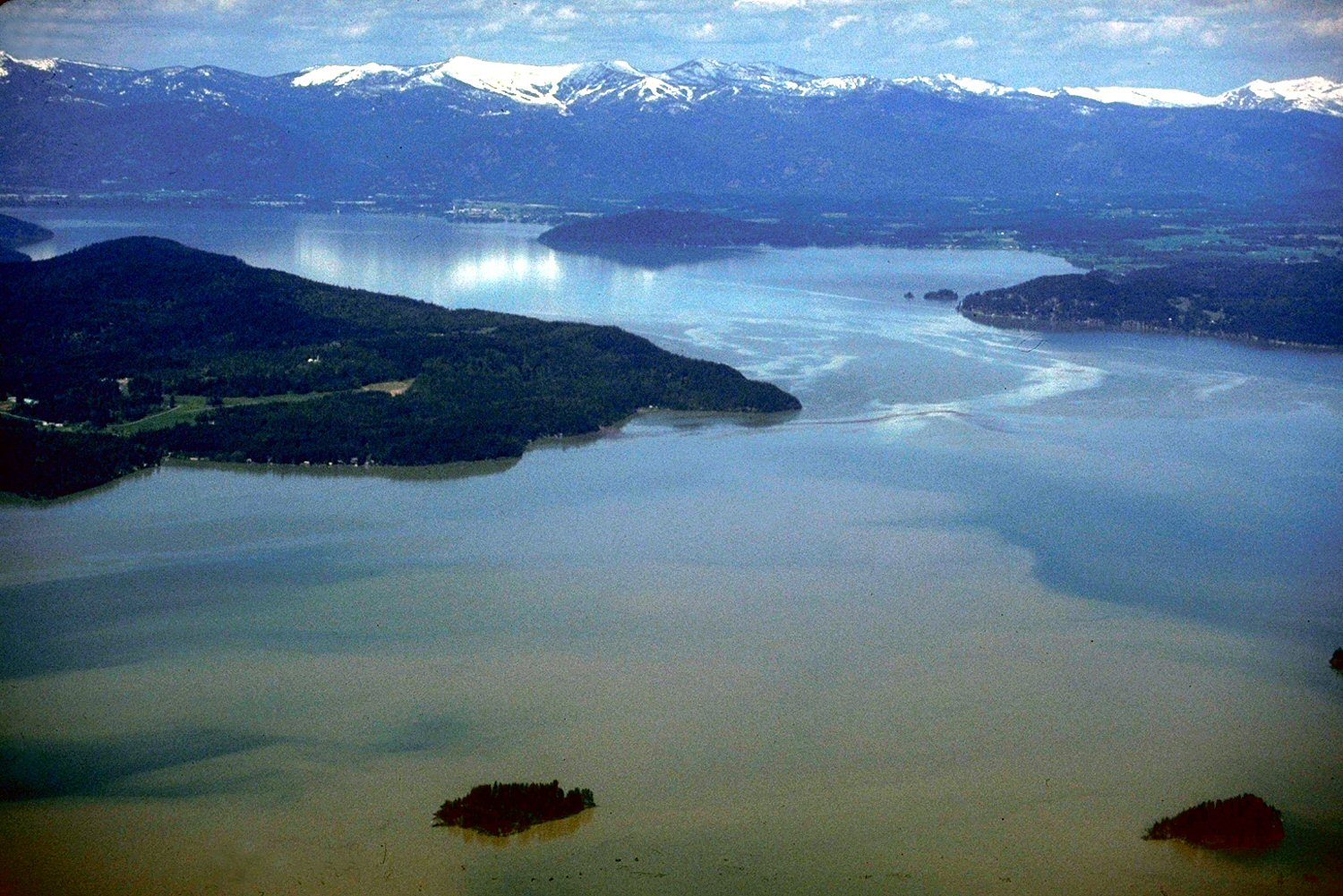
Der Lake Pend Oreille

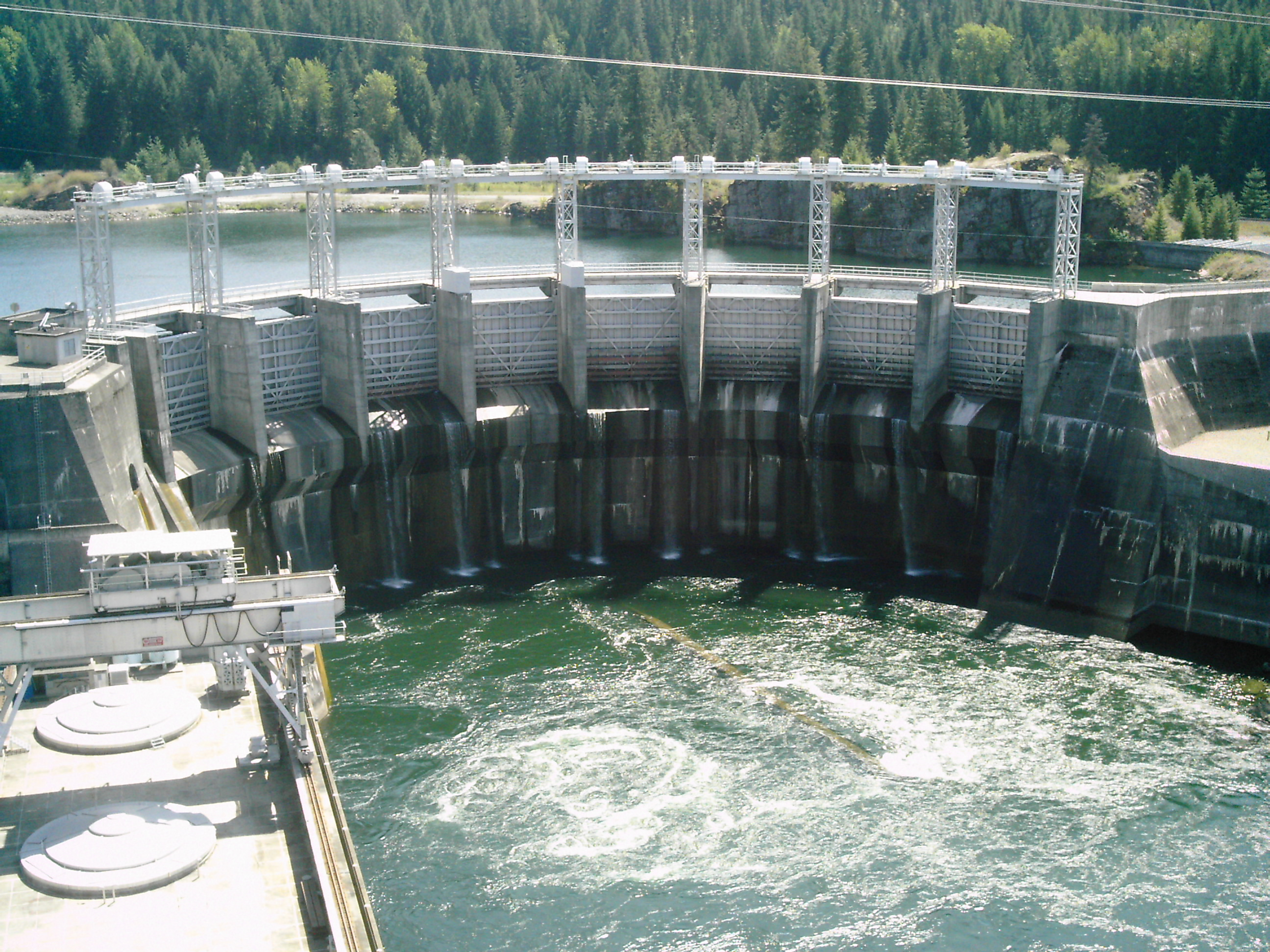
Der Cabinet Gorge Dam im Clark Fork River

Nach der Volkszählung im Jahr 2000 lebten im Bonner County 36.835 Menschen in 14.693 Haushalten und 10.270 Familien. Die Bevölkerungsdichte betrug 8 Personen pro Quadratkilometer. Ethnisch betrachtet setzte sich die Bevölkerung zusammen aus 96,58 Prozent Weißen, 0,87 Prozent amerikanischen Ureinwohnern, 0,27 Prozent Asiaten, 0,11 Prozent Afroamerikanern, 0,05 Prozent Bewohnern aus dem pazifischen Inselraum und 0,42 Prozent aus anderen ethnischen Gruppen; 1,70 Prozent stammten von zwei oder mehr Ethnien ab. 1,64 Prozent der Bevölkerung waren spanischer oder lateinamerikanischer Abstammung.
Von den 14.693 Haushalten hatten 30,6 Prozent Kinder unter 18 Jahren, die bei ihnen lebten. 58,6 Prozent davon waren verheiratete, zusammenlebende Paare. 7,5 Prozent waren allein erziehende Mütter und 30,1 Prozent waren keine Familien. 24,0 Prozent waren Singlehaushalte und in 8,2 Prozent lebten Menschen mit 65 Jahren oder älter. Die Durchschnittshaushaltsgröße betrug 2,49 und die durchschnittliche Familiengröße war 2,94 Personen.
25,5 Prozent der Bevölkerung waren unter 18 Jahre alt, 6,7 Prozent zwischen 18 und 24 Jahre, 25,4 Prozent zwischen 25 und 44 Jahre, 29,3 Prozent zwischen 45 und 64 Jahre. 13,1 Prozent waren 65 Jahre oder älter. Das Durchschnittsalter betrug 41 Jahre. Auf 100 weibliche Personen kamen 100,3 männliche Personen. Auf 100 Frauen im Alter von 18 Jahren und darüber kamen 98,2 Männer.
Das jährliche Durchschnittseinkommen der Haushalte betrug 32.803 USD, das Durchschnittseinkommen der Familien 37.930 USD. Männer hatten ein Durchschnittseinkommen von 32.504 USD, Frauen 21.086 USD. Das Prokopfeinkommen betrug 17.263 USD. 11,9 Prozent der Familien und 15,5 Prozent der Einwohner lebten unterhalb der Armutsgrenze.

## Orte im County
- Algoma
- Blacktail
- Blanchard
- Bronx
- Broten
- Cabinet
- Careywood
- Cedar Creek
- Clagstone
- Clark Fork
- Cocolalla
- Colburn
- Coleman
- Coolin
- Culver
- Dickensheet Junction
- Dover
- Dufort
- East Hope
- Edgemere
- Elmira
- Four Corners
- Glengary
- Granite
- Harlem
- Hope
- Kootenai
- Laclede
- Lakeview
- Lamb Creek
- Morton
- Nordman
- Oden
- Oldtown
- Outlet Bay
- Ponderay
- Priest River
- Sagle
- Samuels
- Sandpoint
- Sawyer
- Selle
- Seneacquoteen
- Sherwood Beach
- Sunnyside
- Talache
- Thama
- Trestle Creek
- Vans Corner
- Vay
- Westmond
- Wrencoe